# Ваньянь Чэнлинь
Ваньянь Чэнлинь (кит. трад. 完顏承麟, пиньинь Wányán Chénglín (1201/02 — 9 февраля 1234, Цайчжоу, империя Цзинь) — десятый и последний император чжурчжэньской империи Цзинь, правивший в течение одного дня — 9 февраля 1234 года. Был военачальником, получил власть от Ваньянь Шоусюя в Цайчжоу, когда город был осаждён монголами. В тот же день Чэнлинь погиб в бою, так что его правление стало самым коротким в истории Китая.